# Abadia dos Santos Vito e Salvo
A Abadia dos Santos Vito e Salvo (em italiano:  Abbazia dei Santi Vito e Salvo) é um mosteiro da Ordem de Cister localizada em San Salvo, Abruzos, Itália.

Era a filha da Abadia de Santa Maria de Ferraria.